# Goasafat
Goasafat é uma vila no distrito de Midnapur, no estado indiano de Bengala Ocidental.

## Demografia
Segundo o censo de 2001, Goasafat tinha uma população de 5406 habitantes. Os indivíduos do sexo masculino constituem 52% da população e os do sexo feminino 48%. Goasafat tem uma taxa de literacia de 65%, superior à média nacional de 59,5%: a literacia no sexo masculino é de 70% e no sexo feminino é de 59%. Em Goasafat, 17% da população está abaixo dos 6 anos de idade.